# 1354 Botha
1354 Botha este un asteroid din centura principală, descoperit pe 3 aprilie 1935, de Cyril Jackson.